# Offensive Petsamo-Kirkenes
Batailles
- Opération Nordlicht (1944)
- Opération Tanne Ost
- Bataille d'Olhava
- Bataille de Tornio
- Bataille de Rovaniemi
- Offensive Petsamo-Kirkenes

L’offensive Petsamo-Kirkenes (en russe : Петсамо-Киркенесская операция) désigne une offensive de l'Armée rouge qui eut lieu du 7 au 29 octobre 1944 contre la Wehrmacht dans le nord de la Finlande et en Norvège sur le Front de l'Est lors de la Seconde Guerre mondiale.

## Contexte historique
À la suite de la guerre d'Hiver, la Finlande avait conclu, le 1er octobre 1940, un accord de coopération économique et militaire avec l'Allemagne, qui permettait aux troupes du Reich de stationner sur le territoire finlandais. Constatant le retournement de la situation militaire, pendant l'été 1943, le haut-commandement allemand prépare un certain nombre de contre mesures destinées à faire face à une paix séparée entre la Finlande et l'URSS. Les troupes du Reich se déplacent vers Petsamo afin de protéger les mines de nickel. Pendant l'hiver de 1943-1944, les Allemands ont amélioré les routes entre le nord de la Norvège et la Finlande et ont accumulé des stocks de matériel. Aussi quand en septembre 1944 la Finlande signe un armistice avec l'Union soviétique, ils sont prêts à défendre leurs positions.
L'URSS lance une offensive dès octobre 1944 dans le but de capturer cette région vitale pour l'approvisionnement du Troisième Reich.

## Ordre de bataille
Elle oppose principalement la XIVe Armée soviétique à la XXe armée de montagne allemande (Armee Lappland).

## Déroulement de l'offensive
Elle peut être divisée en 3 phases : la percée des positions allemandes, la progression vers Kirkenes, et la bataille qui s'ensuivit. Elle vit par ailleurs des débarquements amphibies à grande échelle par l'infanterie navale soviétique.
Véritable succès, l'offensive permet de refouler les Allemands dans l'Arctique (jusqu'en Norvège) et a été surnommée le « dixième choc » par Staline.
Permettant de jeter les bases de la libération de la Norvège de l'occupation allemande, les Soviétiques parviennent à saisir les mines de nickel de Pechenga/Petsamo, coupant l'accès à une ressource-clé en approvisionnement pour le Troisième Reich.
Les pertes soviétiques s'élèvent à 6 084 tués ou disparus et 15 149 blessés tandis que les pertes allemandes s'élèvent à 8 263 lors de l'offensive.

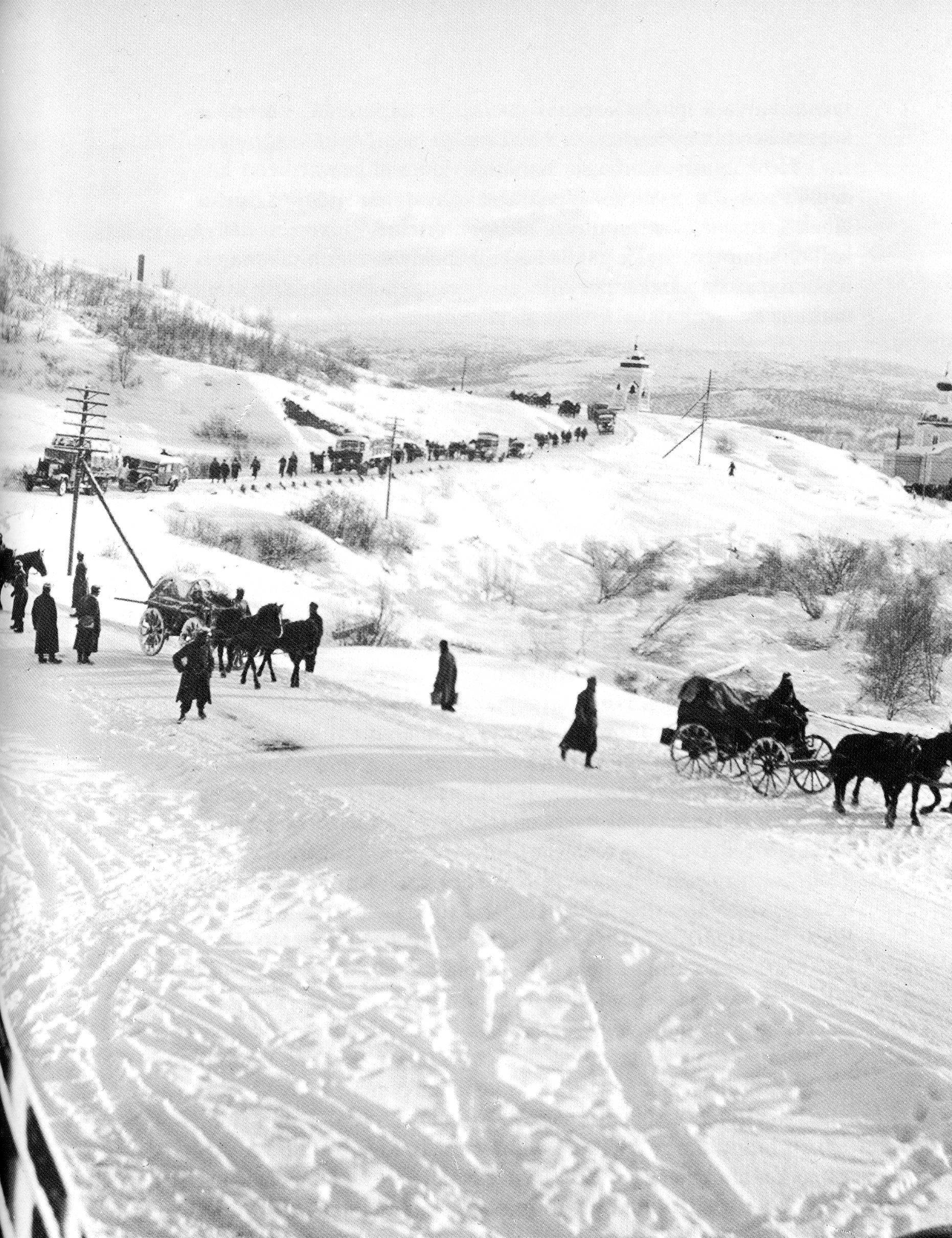
Colonne de soldats allemands en 1944.
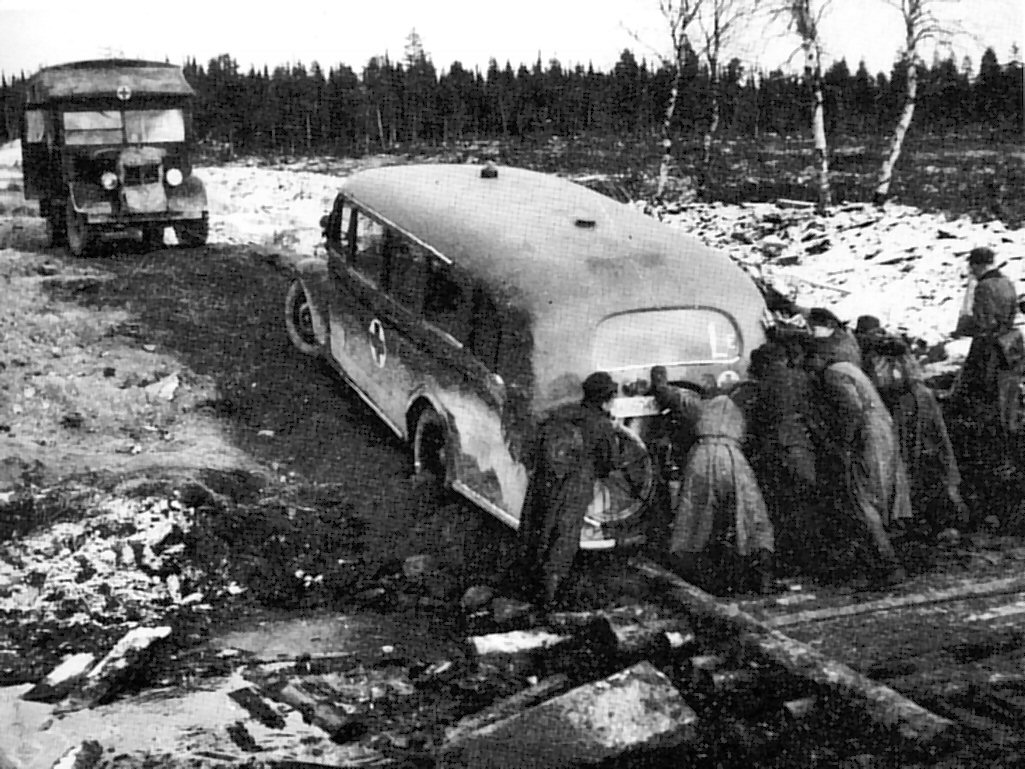
soldats finlandais en 1944.